# USS Marvel (AM-262)
USS Marvel (AM-262) – trałowiec typu Admirable służący w United States Navy w czasie II wojny światowej. Służył na Atlantyku. Przekazany Związkowi Radzieckiemu w programie lend-lease służył na północnym Pacyfiku.
Stępkę okrętu położono 4 kwietnia 1943 w stoczni American Shipbuilding Co. w Lorain (Ohio). Zwodowano go 31 lipca 1943, matką chrzestną była Naomi Gordan. Jednostka weszła do służby 9 czerwca 1944, pierwszym dowódcą został Lt. Vincent de P. Hurley, USNR.
Brał udział w działaniach II wojny światowej na Pacyfiku. Przekazany 21 maja 1945 Związkowi Radzieckiemu, służył jako T-274. Do lat 60. nie został zwrócony ani zakupiony, jego los jest nieznany.